# Condado de Humanes
El Condado de Humanes es un título concedido el 22 de julio de 1625 por Felipe IV de España, a un miembro de la Casa de Eraso, (a veces, Erazo o Erauso) de origen navarro, Francisco de Eraso Pacheco y Carrillo (en otras fuentes viene como Francisco de Eraso Carrillo y Pacheco), III señor de Humanes.
Era hijo de Carlos de Eraso Peralta, señor de Mohernando –hijo de Francisco de Eraso, a su vez hijo de Francisco de Eraso y Mariana de Peralta– y de Catalina Pacheco.

## Condes de Humanes
- Francisco de Eraso Carrillo y Pacheco (también aparece como Francisco de Eraso Pacheco y Peralta)[2] (Madrid, 1581-24 de septiembre de 1635), I conde de Humanes,[3] fue señor de Mohernando, Robledillo de Mohernando, Cerezo de Mohernando, Razbona y de la alquería El Cañal, en la Provincia de Guadalajara..[4]  Fue el único hijo varón de Carlos de Eraso y Peralta, II señor de Mohernando, y de su esposa Catalina Carrillo de Toledo, hija de Luis Carrillo de Toledo, VIII señor de Pinto y Taracena.[4] Fue embajador extraordinario en Roma, e Inglaterra, Gentilhombre de cámara del cardenal-infante Fernando de Austria, Caballero de la Orden de Santiago[4] y escribió sobre la historia eclesiástica de España así como sobre la genealogía de la Casa de Eraso. Contrajo matrimonio con María de Fonseca Ayala de Toledo y le sucedió su hijo.[3][4][a]

- Baltasar de Eraso y Toledo (Madrid, 23 de abril de 1623–Madrid 29 de enero de 1687), II conde de Humanes.[5] Fue militar y embajador de Portugal (1671), Gentilhombre de cámara de Carlos II de España, asistente de Sevilla (1666), Caballero de la Orden de Santiago y Gobernador de Galicia entre 1668 y 1670 y, por segunda vez, en 1673. También desempeñó la presidencia del Consejo Supremo de Hacienda[2]  (dos veces, entre 1977-78 y 1685-87). Fue también, señor de Robledillo, de Mohernando, de El Cañal, y de Zaide. Casado con Luisa Sarmiento de los Cobos,[3] hija de Diego Sarmiento y Mendoza, conde de Rivadavia, y de su mujer Isabel Manrique.  Sin descendencia.[5] Le sucedió su prima hermana:

- María Josefa de Eraso Vargas y Carvajal (m. 20 de marzo de 1692), III condesa de Humanes,[3] III condesa del Puerto, por la muerte de su tío Diego Vargas, I conde del Puerto. Era hija de Carlos de Vargas y Eraso de e María de Córdoba.[6] Casó con Pedro de Toledo Sarmiento, III marqués de Mancera,[7] III conde de Gondomar, III marqués de Belvís. Le sucedió su hija:

- Teresa de Toledo Eraso, IV condesa de Humanes,[8] IV condesa del Puerto.[6]  Casada con Francisco Álvarez de Toledo Osorio, hijo de Fadrique Álvarez de Toledo Osorio, VII marqués de Villafranca del Bierzo.  En 1700 cedió el título a su hermana[3] e ingresó en el convento de Carmelitas Descalzas en Madrid.[6]

- Mariana de la Encarnación Toledo y Eraso (m. 16 de diciembre de 1748),[6] V condesa de Humanes, IV marquesa de Mancera,[8] V condesa del Puerto. Se casó con Domingo Portocarrero. Sin descendientes.[6] Le sucedió el biznieto de Antonia de Eraso, esposa de Pedro de Carvajal, hija de Francisco de Eraso y Mariana Peralta.[6]

- Fernando José de Carvajal y Sotomayor (m. 1752), VI conde de Humanes[8] y señor de Mohernando y Cañal.[6], hijo de Rodrigo de Carvajal e Isabel de Sotomayor. Se casó en 1725 con Teresa Ponce de León,[8] hija de Luis Ponce de León y Leonor de Quesada.[6]  Le sucedió en el título el 22 de marzo de 1752 su hija:[9][8]

- Isabel Josefa Carvajal y Ponce de León (m. 20 de mayo de 1802), VII condesa de Humanes,[8] señora de Gerafe, de Mohernando, Robledillo, Cerezo, etc.[10] Contrajo tres matrimonios. El primero con su primo Ramón Ponce de León,[8] de cuya unión nació María Fernanda (la VIII condesa).[10] Se segundo matrimonio fue con Rodrigo Antonio Salazar Olarte,[8] de quien tuvo a Francisca, esposa de Juan José Aranda Álvarez padres de cuatro hijos, entre ellos, Fernando de Eraso Aranda (también llamado Fernando de Aranda y Salazar) que fue el IX conde de Humanes.[10]  De su tercer matrimonio con Francisco de Paula de Salazar[8] no hubo descendencia.[10] Le sucedió su hija del primer matrimonio.[8]

- María Fernanda Ponce de León y Carvajal (m. 21 de febrero de 1826), VIII condesa de Humanes.[8][6] Heredó la casa a la muerte de su madre en 1802. El 15 de febrero de 1826 el rey Fernando VII, le dio la Grandeza de España. Casada en Baeza el 9 de noviembre de 1763 con su tío Manuel Ponce de León y Galeote,[8] no hubo descendencia y le sucedió su sobrino,[8] hijo de su media hermana Francisca de Salazar y Carvajal.[11]

- Fernando de Aranda y Salazar (Jaén, 13 de abril de 1788–Madrid, 7 de septiembre de 1865),[8] IX conde de Humanes, grande de España, prócer del reino,[8] heredero de todos los estados, sucedió a su tía María Fernanda. Fue senador en 1834-1836.[12] Contrajo dos matrimonios, el primero en 1806 con su prima hermana María Messia y Aranda, hija de José Messía Chacón y de Josefa Francisca de Aranda. En 1825 se casó, sin la autorización real, con Francisca Coello de Portugal Ramírez. Sin sucesión de sus dos matrimonios.[11] Le sucedió su hermano Rodrigo.[8]

- Rodrigo Isidoro de Eraso Aranda y Salazar (Jaén, 1790-Jaén, 1 de mayo de 1882),[8] X conde de Humanes, grande de España. Casado por dos veces, primero con Francisca Pulido y Fariñas. En segundas nupcias se casó en 1814 con María Dolores Escobedo y Velasco (m. 8 de noviembre de 1845).[8] Del segundo matrimonio tuvo varios hijos, entre ellos a Manuel Rodrigo (1916-1849) y a Teresa de Aranda y Aranda. Manuel Rodrigo de Eraso Aranda y Escobedo (Madrid, 14 de julio de 1816-Jaén, 28 de junio de 1849) se casó con Eugenia Luisa Infante Valverde, con la que tuvo una hija, María Encarnación (XI condesa de Humanes). Teresa de Aranda y Aranda (Jaén, 6 de junio de 1815–Madrid, 8 de agosto de 1882) casada con José María Messia de Aranda, padres de tres hijos: Rodrigo, María Francisca (XII Condesa de Humanes) y Teresa (casada con N. Sáez). A Rodrigo Isidoro, X conde de Humanes, le sucedió su nieta.

- María Encarnación de Eraso Aranda Infante y Escobedo (m. 27 de octubre de 1917) XI condesa de Humanes,[8] grande de España, sucedió a su abuelo Rodrigo en 1882. Se Casó con su primo hermano Manuel de Aranda y Aranda,[8] natural de Jaén, Maestre de Granada, Gentilhombre de cámara y servidumbre de S.M. Le sucedió su sobrina:

- María Francisca Messia Eraso de Aranda e Infante (1869-1936),[13] XII condesa de Humanes.[8]  Casó con José Sáez y Fernández. Tuvo amistad con San Josemaría Escrivá de Balaguer. Le sucedió su hermana:

- María Teresa Messia Eraso de Aranda e Infante (1878-antes de 1940), XIII condesa de Humanes[8] y grande de España. Contrajo matrimonio el 15 de agosto de 1897 con Joaquín Sáenz Fernández Cortina. Le sucedió su sobrino.[8]

- Manuel Sáenz-Messia  (m.2 de marzo de 1983),[8] XIV conde de Humanes[8] y grande de España. El 12 de diciembre de 1935 se casó con Amalia Nogueras Márquez.[8]  Murió sin descendencia masculina y le sucedió en 1984 su sobrino.[8]

- Joaquín Saénz-Messia y Giménez, XV conde de Humanes [8] y grande de España. Sucedió en 1984, siendo desposeído en 2008, a favor de su tía[b] Se casó con María Teresa de Urquizu Prado.[8]

- María Teresa Gómez Saénz-Messía, XVI condesa de Humanes y grande de España.[14] Le sucede en 2014, su hija.

- María Teresa García Gómez, XVII condesa de Humanes y grande de España.[15]